# Midmar Castle
Midmar Castle ist eine Niederungsburg etwa 12 Kilometer westlich von Westhill und etwa 3,5 Kilometer westlich des Dörfchens Echt in der schottischen Council Area Aberdeenshire. Die Burg wurde von 1565 bis 1575 für George Gordon of Midmar and Abergeldie von Baumeister und Architekt George Bell errichtet. Historic Scotland hat sie als historisches Bauwerk der Kategorie A gelistet.

## Geschichte
Das heutige Gebäude wurde an der Stelle eines früheren Tower House erbaut, das während der Strafexpedition von Maria Stuart gegen den Earl of Huntly 1562 von königstreuen Truppen zerstört worden war. Diese Strafexpedition gipfelte in der Schlacht von Corrichie, in der auch George Gordon of Midmar and Abergeldie kämpfte. Er verlor daraufhin seine Ländereien, die er allerdings 1565 wiederbekam. Danach beauftragte er George Bell mit dem Bau einer neuen Burg. 1594 wurde diese Burg nach der Schlacht von Glenlivet angegriffen.
Alexander Grant kaufte Midmar Castle 1728 und benannte es in Grantsfield Castle um. Ab 1730 wurde die Burg innen und außen umgestaltet; die meiste Inneneinrichtung stammt aus dieser Zeit. 1840 wurden Reparaturen an Midmar Castle durchgeführt. Von 1842 bis 1970 war die Burg unbewohnt, aber man kümmerte sich um ihren Erhalt, insbesondere um den der Räume aus dem 18. Jahrhundert. 1977 begannen Restaurierungsarbeiten und Midmar Castle ist seitdem ein privates Wohnhaus. 2011 wurde es für 2,8 Millionen Pfund an Tom Cross verkauft, den früheren Vorstandsvorsitzenden von Dana Petroleum.

## Garten und Sonnenuhr
Der eingefriedete Garten aus dem 16. und 17. Jahrhundert mit seinen Bienennischen (englisch: Bee Bole) ist ebenfalls als historisches Bauwerk der Kategorie A gelistet, ebenso wie die Sonnenuhr aus dem 18. Jahrhundert.